# Thomas Arzt

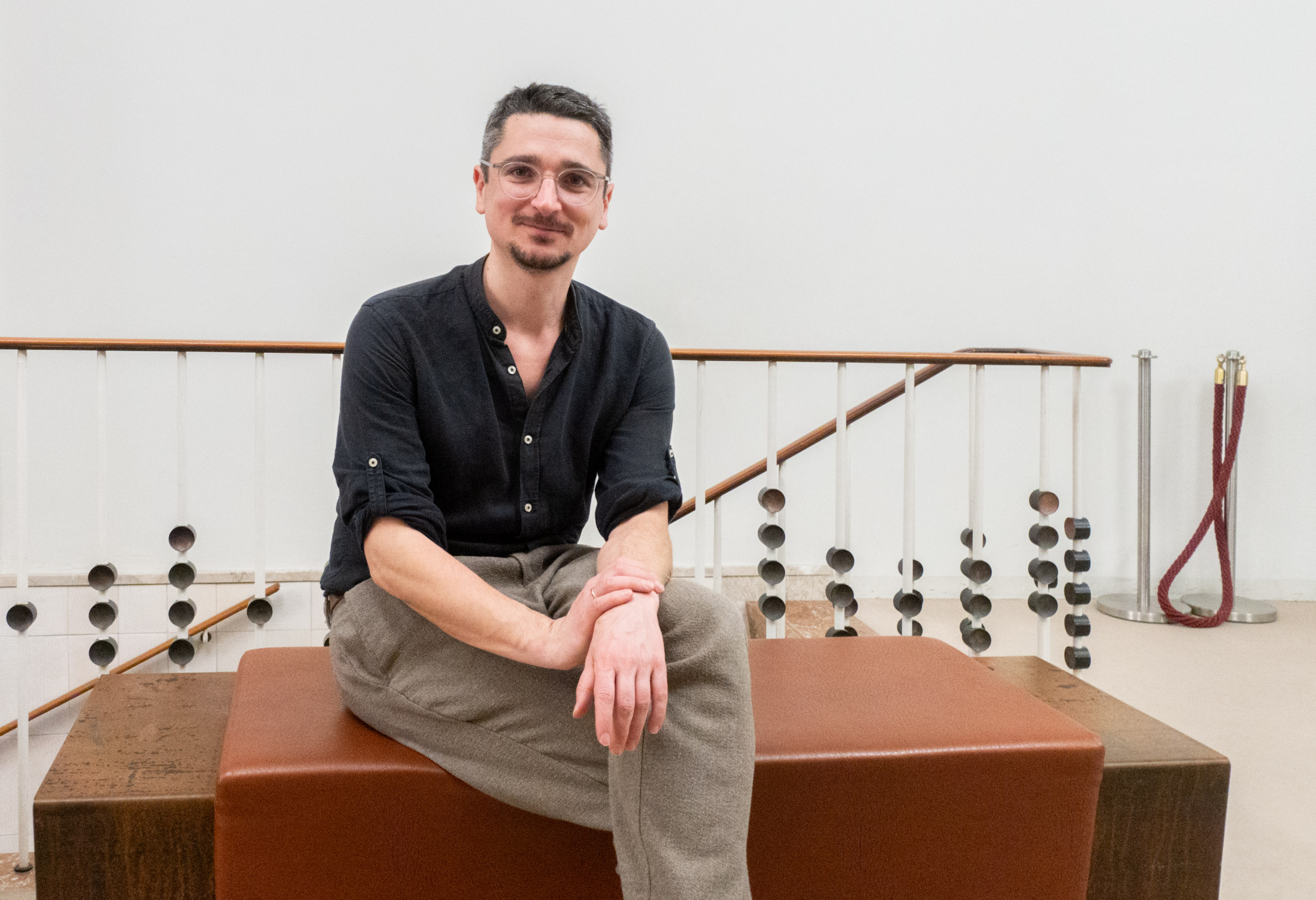
Thomas Arzt (2024)

Thomas Arzt (* 1983 in Schlierbach) ist ein österreichischer Autor.

## Leben
Thomas Arzt studierte Theater-, Film- und Medienwissenschaft sowie Germanistik, Philosophie und Psychologie an der Universität Wien. Zudem war er Gasthörer an der Filmhochschule München. Sein erstes Theaterstück Grillenparz entstand im Rahmen des Autorenprojekts „stück/für/stück“ am Schauspielhaus Wien und wurde mit dem Hans-Gratzer-Stipendium ausgezeichnet. In der Spielzeit 2010/2011 arbeitete Arzt als Hausautor am Schauspielhaus Wien. Er erhielt unter anderem das Dramatik Stipendium der Stadt Wien und das Thomas-Bernhard-Stipendium am Landestheater Linz. Im Jahr 2012 wurde sein Stück Alpenvorland am Heidelberger Stückemarkt mit dem Autor*innenpreis ausgezeichnet.
Seither entstanden zahlreiche Arbeiten für Theater im deutschsprachigen Raum. Seine Stücke wurden in mehrere Sprachen übersetzt und auf Festivals in New York, Buenos Aires und Kiew gezeigt. Er war Mitbegründer der Autorenallianz Nazis & Goldmund, die sich als „vielköpfiges poetologisches Monstrum“ verstand, „das die Entwicklungen und Aktionen der Europäischen Rechten und ihrer internationalen Allianzen kritisch beobachtet.“ Der letzte Blogbeitrag erschien am 17. April 2019.
2021 veröffentlicht er mit Die Gegenstimme seinen ersten Roman im Residenz Verlag.

## Arbeiten

### Theatertexte (Auswahl)
- Grillenparz. UA am 14. April 2011 am Schauspielhaus Wien, Regie: Nora Schlocker.
- Alpenvorland. UA am 20. April 2013 am Landestheater Linz, Regie: Ingo Putz.
- In den Westen. UA am 23. November 2013 am Nationaltheater Mannheim, Regie: Cilli Drexel.
- Johnny Breitwieser. UA am 28. November 2014 am Schauspielhaus Wien, Regie: Alexander Charim.
- Totes Gebirge. UA am 21. Jänner 2016 am Theater in der Josefstadt, Regie: Stephanie Mohr[5]
- Werther lieben. UA am 12. Mai 2016 am Theater Phönix, Regie: Johannes Maile.[6]
- Die Neigung des Peter Rosegger. UA am 15. September 2016 am Schauspielhaus Graz, Regie: Nina Gühlstorff.
- Die Anschläge von nächster Woche. UA am 9. Februar 2018 am Theater Heidelberg, Regie: Brit Bartkowiak.
- Die Österreicherinnen. UA am 19. Jänner 2019 an den Kammerspielen des Tiroler Landestheaters Innsbruck, Regie: Felix Hafner[7]
- Else (ohne Fräulein). UA am 25. Juni 2019 am Theater Phönix, Regie: Florian Pilz.
- Hollenstein, ein Heimatbild. UA am 6. März 2020 am Landestheater Vorarlberg, Regie: Tobias Wellemeyer.
- Das unschuldige Werk. UA am 27. Jänner 2024 am Landestheater Linz, Regie Stephan Suschke. Auftragswerk über das Leben von Franz Stelzhamer.[8]
- Leben und Sterben in Wien. UA am 7. März 2024 am Theater in der Josefstadt, Regie: Herbert Föttinger[9]

### Hörspiele (Auswahl)
- 2014 Käfergräber, Regie: Andreas Jungwirth, Komposition: Gilbert Handler, Produktion: ORF[10]
- 2017 Ich und Sellner, BR-Nachtstudio, Produktion: BR[4]
- 2017 Also Poesie gegen Rechts oder was?, Kollektivtext von Nazis & Goldmund für das BR-Nachtstudio, Produktion: BR[11]
- 2020 Laute Nächte, Regie: Andreas Jungwirth, Komposition: Hearts Hearts, Produktion: ORF[12] (Hörspiel des Monats Dezember, Deutschlandfunk[2])

### Oper
- 2020 Ikarus, Regie: Kristine Tornquist, Komposition: Dieter Kaufmann, Produktion: sirene Operntheater

### Roman
- 2021 Die Gegenstimme, Residenz Verlag, ISBN 978-3-7017-1736-1.[12]
- 2025 Das Unbehagen, Residenz Verlag, ISBN 978-3-7017-1798-9.

## Auszeichnungen
- 2012: Autor*innenpreis des Heidelberger Stückemarkts für sein Theaterstück Alpenvorland
- 2013: Ute Nyssen & Jürgen Bansemer Dramatiker-Preis
- 2020: Oö. Kunstpreis für mutige Literatur
- 2021: Radiopreis der Erwachsenenbildung Österreich für das Hörspiel Laute Nächte (Regie: Andreas Jungwirth)[13][14]

## Belege
1. ↑  rowohlt-Theaterverlag: Thomas Arzt. Abgerufen am 15. Januar 2021.
2. 1 2  Biografie. Abgerufen am 15. Januar 2021 (deutsch).
3. ↑  Über uns — Nazis & Goldmund. Abgerufen am 15. Januar 2021.
4. 1 2  Die Gegenstimme, Thomas Arzt, Thomas Arzt. Residenz Verlag. Abgerufen am 15. Januar 2021.
5. ↑  Theater in der Josefstadt: Uraufführung Totes Gebirge; abgerufen am 17. Januar 2016
6. ↑  Theater Phönix: Uraufführung Werthers große Liebe. Oder schick mir die Pistole, Baby.; abgerufen am 17. Januar 2016
7. ↑  „Die Österreicherinnen“: „Die Geschichte ist immer eine Geschichte“. Artikel vom 19. Jänner 2019, abgerufen am 19. Jänner 2019.
8. ↑  Franz Stelzhamer, Oberösterreichs Volks-Rock’n’Roller. In: nachrichten.at. 28. Januar 2024, abgerufen am 28. Januar 2024.
9. ↑  Leben und Sterben in Wien: Uraufführung. In: josefstadt.org. Abgerufen am 6. März 2024.
10. ↑  oe1.orf.at: KÄFERGRÄBER. Abgerufen am 15. Januar 2021.
11. ↑  Bayerischer Rundfunk: Gegen Heinz-Christian Strache - Poesie gegen Rechts - Nachtstudio. Abgerufen am 15. Januar 2021.
12. 1 2  oe1.orf.at: LAUTE NÄCHTE. Abgerufen am 15. Januar 2021.
13. ↑  24. Radiopreis, 2021. In: adulteducation.at. Abgerufen am 11. Januar 2021.
14. ↑  Ö1 räumt bei Radiopreisen der Erwachsenenbildung ab. In: ORF.at. 10. Januar 2022, abgerufen am 11. Januar 2022.

| Personendaten    | Personendaten               |
| ---------------- | --------------------------- |
| NAME             | Arzt, Thomas                |
| KURZBESCHREIBUNG | österreichischer Dramatiker |
| GEBURTSDATUM     | 1983                        |
| GEBURTSORT       | Schlierbach                 |